# Trevor Lennen
Trevor Bruce Lennen (ur. 5 czerwca 1983) – belizeński piłkarz występujący na pozycji lewego obrońcy, obecnie zawodnik Police United.

## Kariera klubowa
Lennen rozpoczynał swoją piłkarską karierę w klubie Hankook Verdes z siedzibą w mieście San Ignacio Cayo. W rozgrywanym wiosną sezonie 2006 zdobył z nim tytuł wicemistrza kraju, natomiast podczas rozgrywek 2007/2008 zanotował pierwsze w karierze mistrzostwo Belize. Wówczas także wywalczył z nim krajowy superpuchar. Pierwszy z wymienionych sukcesów powtórzył jeszcze raz w wiosennym sezonie 2009. W późniejszym czasie przeszedł do Police United ze stołecznego Belmopanu, w którego barwach w rozgrywkach 2012 i jesiennym turnieju otwarcia sezonu 2012/2013 zanotował kolejne tytuły wicemistrzowskie. Pół roku później, w wiosennym turnieju zamknięcia, osiągnął z United pierwszy w dziejach klubu tytuł mistrza Belize.

## Kariera reprezentacyjna
W 2005 roku Lennen został powołany przez selekcjonera Anthony'ego Adderly na Puchar Narodów UNCAF. Właśnie podczas tych rozgrywek, 19 lutego w przegranym 0:2 meczu fazy grupowej z Gwatemalą, zadebiutował w seniorskiej reprezentacji Belize. W tym turnieju, występując na pozycji napastnika, pełnił rolę podstawowego gracza swojej drużyny i rozegrał wszystkie trzy mecze w pełnym wymiarze czasowym, lecz jego kadra po komplecie porażek odpadła już w fazie grupowej. Dokładnie taka sama sytuacja miała miejsce dwa lata później, kiedy to podczas kolejnego Pucharu Narodów UNCAF Belizeńczycy zanotowali trzy porażki, zaś Lennen wystąpił we wszystkich meczach. Podstawowym graczem reprezentacji był również podczas eliminacji do Mistrzostw Świata 2010, kiedy to rozegrał cztery spotkania, a zespół Belize nie zakwalifikował się na mundial.
W 2013 roku Lennen znalazł się w ogłoszonym przez kostarykańskiego szkoleniowca Leroya Sherriera Lewisa składzie na turniej Copa Centroamericana, kontynuację Pucharu Narodów. Tam rozegrał wszystkie pięć spotkań, zdobywając swoją pierwszą bramkę w drużynie narodowej w wygranym 2:1 meczu fazy grupowej z Nikaraguą – było to zarazem pierwsze zwycięstwo Belizeńczyków w historii ich występów w tych rozgrywkach. Jego kadra zajęła ostatecznie czwarte miejsce w turnieju. Kilka miesięcy później został powołany przez amerykańskiego trenera Iana Morka na Złoty Puchar CONCACAF.